# V.League 1

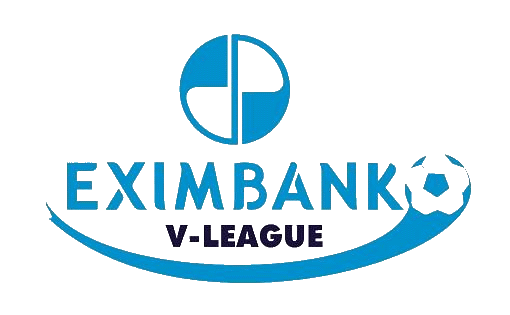
Älteres Logo der V-League

Die V.League 1 ist eine professionelle Fußballliga in Vietnam. Sie ist zugleich die höchste Liga des Landes. Gegründet wurde die Liga bereits 1980 und nennt sich seit 2013 V.League 1. Ebenso wie in vielen anderen Ländern Asiens tragen die Vereine Namen von Unternehmen oder Institutionen. Seit 1996 wird die Liga im gebräuchlichen Modus des Hin- und Rückspieles innerhalb einer Tabelle ausgetragen (Doppelrundenturnier). Lediglich 1999 fand keine regulärer Ligabetrieb statt und 2021 wurde die Spielzeit wegen der COVID-19-Pandemie nach dem 12. Spieltag abgebrochen.

## Vereine der V-League 2023/24
| Mannschaft            | Standort          | Stadion                         | Kapazität     |
| --------------------- | ----------------- | ------------------------------- | ------------- |
| Quy Nhơn Bình Định FC | Quy Nhơn          | Quy Nhơn Stadium                | 15.000        |
| Becamex Bình Dương    | Thủ Dầu Một       | Gò-Đậu-Stadion                  | 13.035        |
| Hoàng Anh Gia Lai     | Gia Lai           | Pleiku Stadium                  | 12.000        |
| Hải Phòng FC          | Hải Phòng         | Lạch Tray Stadium               | 30.000        |
| Hà Nội FC             | Hanoi             | Hàng-Đẫy-Stadion                | 22.500        |
| Công An Nhân Dân FC   | Hanoi             | Hàng-Đẫy-Stadion                | 22.500        |
| The Cong-Viettel FC   | Hanoi             | Hàng-Đẫy-Stadion                | 22.500        |
| Hồng Lĩnh Hà Tĩnh FC  | Hà Tĩnh           | Hà Tĩnh Stadium                 | 20.000        |
| Hồ Chí Minh City FC   | Ho-Chi-Minh-Stadt | Thống Nhất Stadium              | 16.000        |
| Khánh Hòa FC          | Khánh Hòa         | Nha Trang Stadium               | 18.000        |
| Nam Định FC           | Nam Định          | Thiên Trường Stadium            | 30.000        |
| Sông Lam Nghệ An      | Vinh              | Vinh Stadium                    | 18.000        |
| Quảng Nam FC (N)      | Tam Kỳ            | Tam Kỳ Stadium Hòa Xuân Stadium | 15.000 20.500 |
| Dong A Thanh Hoa      | Thanh Hóa         | Thanh Hoa Stadium               | 12.000        |

## Meisterhistorie seit 1980
| Saison    | Meister                             | Vize-Meister                        | Dritter Platz                                    |
| --------- | ----------------------------------- | ----------------------------------- | ------------------------------------------------ |
| 1980      | Đường Sắt                           | Công an Hà Nội                      | Hải Quan                                         |
| 1981/82   | CLB Quân Đội                        | Quân khu Thủ đô                     | Công an Hà Nội                                   |
| 1982/83   | CLB Quân Đội                        | Hải Quan                            | Cảng Hải Phòng                                   |
| 1984      | Công an Hà Nội                      | CLB Quân Đội                        | Sở Công nghiệp TP.Hồ Chí Minh                    |
| 1985      | Công nghiệp Hà Nam Ninh             | Sở Công nghiệp TP.Hồ Chí Minh       | Thep Mien Nam-Cảng Sài Gòn                       |
| 1986      | Thep Mien Nam-Cảng Sài Gòn          | CLB Quân Đội                        | Hải Quan                                         |
| 1987      | CLB Quân Đội                        | Quảng Nam-Đà Nẵng                   | An Giang                                         |
| 1989      | FC Đồng Tháp                        | CLB Quân Đội                        | Công an Hà Nội                                   |
| 1990      | Thể Công                            | Quảng Nam-Đà Nẵng                   | An Giang                                         |
| 1991      | Hải Quan                            | Quảng Nam-Đà Nẵng                   | Thep Mien Nam-Cảng Sài Gòn und Công an Hải Phòng |
| 1992      | Quảng Nam-Đà Nẵng                   | Công an Hải Phòng                   | CLB Quân Đội und PVFC Sông Lam Nghệ An           |
| 1993/94   | Thep Mien Nam-Cảng Sài Gòn          | Công an TP.Hồ Chí Minh              | CLB Quân Đội und Đồng Tâm Long An                |
| 1995      | Công an TP.Hồ Chí Minh              | Huda Huế                            | Thep Mien Nam-Cảng Sài Gòn                       |
| 1996      | FC Đồng Tháp                        | Công an TP.Hồ Chí Minh              | PVFC Sông Lam Nghệ An                            |
| 1997      | Thep Mien Nam-Cảng Sài Gòn          | PVFC Sông Lam Nghệ An               | FC Lâm Đồng                                      |
| 1998      | Thể Công                            | PVFC Sông Lam Nghệ An               | Công an TP.Hồ Chí Minh                           |
| 1999/2000 | PVFC Sông Lam Nghệ An               | Công an TP.Hồ Chí Minh              | Công an Hà Nội                                   |
| 2000/01   | PVFC Sông Lam Nghệ An               | ĐPM Nam Định                        | Thể Công                                         |
| 2001/02   | Thep Mien Nam-Cảng Sài Gòn          | PVFC Sông Lam Nghệ An               | Ngân hàng Đông Á                                 |
| 2003      | Hoàng Anh Gia Lai                   | Đồng Tâm Long An                    | ĐPM Nam Định                                     |
| 2004      | Hoàng Anh Gia Lai                   | ĐPM Nam Định                        | Đồng Tâm Long An                                 |
| 2005      | Đồng Tâm Long An                    | SHB Đà Nẵng                         | Becamex Bình Dương                               |
| 2006      | Đồng Tâm Long An                    | Becamex Bình Dương                  | Boss Bình Định                                   |
| 2007      | Becamex Bình Dương                  | Đồng Tâm Long An                    | Hoàng Anh Gia Lai                                |
| 2008      | Becamex Bình Dương                  | Đồng Tâm Long An                    | Xi Măng Hải Phòng                                |
| 2009      | SHB Đà Nẵng                         | Becamex Bình Dương                  | Sông Lam Nghệ An                                 |
| 2010      | Hà Nội FC                           | Xi măng Hải Phòng                   | TĐCS Đồng Tháp                                   |
| 2011      | Sông Lam Nghệ An                    | Hà Nội FC                           | SHB Đà Nẵng                                      |
| 2012      | SHB Đà Nẵng                         | Hà Nội FC                           | Sài Gòn Xuân Thành                               |
| 2013      | Hà Nội FC                           | SHB Đà Nẵng                         | Hoàng Anh Gia Lai                                |
| 2014      | Becamex Bình Dương                  | Hà Nội FC                           | FC Thanh Hóa                                     |
| 2015      | Becamex Bình Dương                  | Hà Nội FC                           | FC Thanh Hóa                                     |
| 2016      | Hà Nội FC                           | Hải Phòng FC                        | SHB Đà Nẵng                                      |
| 2017      | Quảng Nam FC                        | FC Thanh Hóa                        | Hà Nội FC                                        |
| 2018      | Hà Nội FC                           | FC Thanh Hóa                        | Sanna Khánh Hòa BVN FC                           |
| 2019      | Hà Nội FC                           | Hồ Chí Minh City FC                 | Than Quảng Ninh FC                               |
| 2020      | Viettel FC                          | Hà Nội FC                           | Sài Gòn FC                                       |
| 2021      | Abbruch wegen der COVID-19-Pandemie | Abbruch wegen der COVID-19-Pandemie | Abbruch wegen der COVID-19-Pandemie              |
| 2022      | Hà Nội FC                           | Hải Phòng FC                        | Bình Định FC                                     |
| 2023      | Công An Hà Nội FC                   | Hà Nội FC                           | Viettel FC                                       |
| 2023/24   | Nam Định FC                         | Quy Nhơn Bình Định FC               | Hà Nội FC                                        |

### Rangliste
| Mannschaft                                         | Meister | Saison                                            |
| -------------------------------------------------- | ------- | ------------------------------------------------- |
| Viettel FC (bis 2009 Thể Công)                     | 6       | 1981/1982, 1982/1983, 1987/1988, 1990, 1998, 2020 |
| Hà Nội FC                                          | 6       | 2010, 2013, 2016, 2018, 2019, 2022                |
| Hồ Chí Minh City FC (bis 2008 Cảng Sài Gòn)        | 4       | 1986, 1993/1994, 1997, 2001/2002                  |
| Becamex Bình Dương                                 | 4       | 2007, 2008, 2014, 2015                            |
| Sông Lam Nghệ An                                   | 3       | 1999/2000, 2000/2001, 2011                        |
| SHB Đà Nẵng                                        | 3       | 1992, 2009, 2012                                  |
| Hoàng Anh Gia Lai                                  | 2       | 2003, 2004                                        |
| Đồng Tâm Long An                                   | 2       | 2005, 2006                                        |
| FC Đồng Tháp                                       | 2       | 1989, 1996                                        |
| Nam Định FC (ehemals Công Nghiệp Hà Nam Ninh)      | 2       | 1985, 2024                                        |
| Hải Quan                                           | 1       | 1991                                              |
| Công An Hà Nội                                     | 1       | 1984                                              |
| Tổng Cục Đường Sắt (ehemals Đường Sắt)             | 1       | 1980                                              |
| Công An Thành Phố (ehemals Công an TP.Hồ Chí Minh) | 1       | 1995                                              |
| Quảng Nam FC                                       | 1       | 2017                                              |
| Công An Hà Nội FC                                  | 1       | 2023                                              |

## Beste Torschützen seit 1980
| Saison               | Spieler                                  | Verein                              | Tore                                |
| -------------------- | ---------------------------------------- | ----------------------------------- | ----------------------------------- |
| 1980                 | Lê Văn Đặng                              | Công an Hà Nội                      | 10                                  |
| 1981/1982            | Võ Thành Sơn                             | Sở Công Nghiệp                      | 15                                  |
| 1982/1983            | Nguyễn Cao Cường                         | Thể Công                            | 22                                  |
| 1984                 | Nguyễn Văn Dũng                          | Nam Định FC                         | 15                                  |
| 1985                 | Nguyễn Văn Dũng                          | Nam Định FC                         | 15                                  |
| 1986                 | Nguyễn Văn Dũng Nguyễn Minh Huy          | Nam Định FC Hải Quan FC             | 12                                  |
| 1887/1988            | Lưu Tấn Liêm                             | Hải Quan FC                         | 15                                  |
| 1989                 | Hà Vương Ngầu Nại                        | Cảng Sài Gòn                        | 10                                  |
| 1990                 | Nguyễn Hồng Sơn                          | Thể Công                            | 10                                  |
| 1991                 | Hà Vương Ngầu Nại                        | Cảng Sài Gòn                        | 10                                  |
| 1992                 | Trần Minh Toàn                           | Quảng Nam-Đà Nẵng                   | 6                                   |
| 1993/1994            | Nguyễn Công Long Bùi Sĩ Thành            | Bình Định Long An FC                | 12                                  |
| 1995                 | Trần Minh Chiến                          | Công an Thành phố Hồ Chí Minh       | 14                                  |
| 1996                 | Lê Huỳnh Đức                             | Công an Thành phố Hồ Chí Minh       | 26                                  |
| 1997                 | Lê Huỳnh Đức                             | Công an Thành phố Hồ Chí Minh       | 16                                  |
| 1998                 | Nguyễn Văn Dũng                          | Nam Định FC                         | 17                                  |
| 1999 nicht offiziell | Vũ Minh Hiếu                             | Công an Hà Nội                      | 8                                   |
| 1999/2000            | Văn Sỹ Thủy                              | Sông Lam Nghệ An FC                 | 14                                  |
| 2000/2001            | Đặng Đạo                                 | Khatoco Khánh Hoà FC                | 11                                  |
| 2001/2002            | Hồ Văn Lợi                               | Cảng Sài Gòn                        | 9                                   |
| 2003                 | Emeka Achilefu                           | Nam Định FC                         | 11                                  |
| 2004                 | Đặng Amaobi                              | Nam Định FC                         | 15                                  |
| 2005                 | Huỳnh Kesley Alves                       | Becamex Bình Dương                  | 21                                  |
| 2006                 | Bidu                                     | Thép Miền Nam Cảng Sài Gòn          | 18                                  |
| 2007                 | José Almeida                             | SHB Đà Nẵng FC                      | 16                                  |
| 2008                 | José Almeida                             | SHB Đà Nẵng FC                      | 23                                  |
| 2009                 | Gastón Merlo Lazaro de Souza             | SHB Đà Nẵng FC Quân khu 4           | 15                                  |
| 2010                 | Gastón Merlo                             | SHB Đà Nẵng FC                      | 19                                  |
| 2011                 | Gastón Merlo                             | SHB Đà Nẵng FC                      | 22                                  |
| 2012                 | Timothy Anjembe                          | Hà Nội ACB                          | 17                                  |
| 2013                 | Gonzalo Damian Marronkle Hoàng Vũ Samson | Hà Nội FC                           | 14                                  |
| 2014                 | Hoàng Vũ Samson                          | Hà Nội FC                           | 23                                  |
| 2015                 | Patiyo Tambwe                            | QNK Quảng Nam FC                    | 18                                  |
| 2016                 | Gastón Merlo                             | SHB Đà Nẵng                         | 24                                  |
| 2017                 | Nguyễn Anh Đức                           | Becamex Bình Dương                  | 17                                  |
| 2018                 | Ganiyu Oseni                             | Hà Nội FC                           | 17                                  |
| 2019                 | Bruno Cantanhede Pape Omar Fayé          | Viettel FC Hà Nội FC                | 15                                  |
| 2020                 | Rimario Gordon Pedro Paulo               | Hà Nội FC Sài Gòn FC                | 12                                  |
| 2021                 | Abbruch wegen der COVID-19-Pandemie      | Abbruch wegen der COVID-19-Pandemie | Abbruch wegen der COVID-19-Pandemie |
| 2022                 | Rimario Gordon                           | Hải Phòng FC                        | 17                                  |
| 2023                 | Rafaelson                                | Bình Định FC                        | 14                                  |
| 2024                 | Rafaelson                                | Nam Định FC                         | 31                                  |

## Sponsoren der V.League 1
Seit der Saison 2000/2001 ist die V.League 1 mit dem Namen und dem Logo eines Hauptsponsors versehen. Folgende Unternehmen waren als Hauptsponsoren tätig:
| Saison    | Sponsor                | Name der Liga             |
| --------- | ---------------------- | ------------------------- |
| 2000–2002 | Strata Sport Marketing | Strata V-League           |
| 2003      | PepsiCo                | Sting V-League            |
| 2004      | Kinh Đô                | Kinh Đô V-League          |
| 2005      | Tan Hiep Phat          | Number One V-League       |
| 2006      | Eurowindow             | Eurowindow V-League       |
| 2007–2010 | PetroVietnam Gas       | PetroVietnam Gas V-League |
| 2011–2014 | Eximbank               | Eximbank V.League 1       |
| 2015–2017 | Toyota                 | Toyota V.League 1         |
| 2018      | Nutifood               | NutiCafe V.League 1       |
| 2019      | Masan                  | Wake Up 247 V.League 1    |
| 2020–2021 | LS Group               | LS V.League 1             |
| 2022–     |                        | Night Wolf V.League 1     |